# 루시 존스
루시 존스(Lucie Jones, 1991년 3월 20일 ~ )는 웨일스의 가수, 배우, 모델이다. 더 엑스 팩터 UK 시즌 6에 참가해 최종 8위를 했다. 유로비전 송 콘테스트 2017에서 영국 대표로 참가했다.

## 음반 목록
- Believe (2015)